# Matthew Swann
Matthew Swann, né le 16 mai 1989 à Perth, est un joueur australien de hockey sur gazon.

## Palmarès
- Médaille de bronze aux Jeux olympiques de Londres en 2012[1]